# Флаги Европы

Это список международных и государственных флагов, используемых в Европе.

Карта европейских стран с государственными флагами, исключая зависимые территории и частично признанные государства

В 1955 году Совет Европы ввёл в действие европейский флаг, чтобы представлять все народы европейского континента

## Международные организации
| Флаг  | Утверждён               | Организация                                               | Описание |
| ----- | ----------------------- | --------------------------------------------------------- | --- |
|       | 1957/1958—              | Флаг Бенилюкса                                            | Сочетает флаги Бельгии, Нидерландов и Люксембурга. |
|       | 1955 —                  | Флаг Совета Европы                                        | Круг из 12 золотых пятиконечных звёзд, расположенный на синем поле.                                                                                          |
| 1986— | Флаг Европейского союза |                                                           | Круг из 12 золотых пятиконечных звёзд, расположенный на синем поле.                                                                                          |
|       | 2013 —                  | Флаг Содружества наций                                    | Флаг представляет собой синее полотнище, в центр которого помещён золотистый символ Содружества — буква «С» с изображением земного шара внутри.              |
|       | 1953—                   | Флаг Организации Североатлантического договора (НАТО)     | Прямоугольное полотнище синего цвета, в центре которого изображена белая четырёхлучевая звезда в белом круге с расходящимися от концов лучей белыми линиями. |
|       | 1996—                   | Флаг Содружества Независимых Государств (СНГ)             | Флаг СНГ представляет собой голубое/светло-синее полотнище с эмблемой организации в центре.                                                                  |
|       | 1990-е —                | Флаг Центрально-европейской ассоциации свободной торговли | |

## Флаги государств
| Флаг | Утверждён       | Использование             | Описание |
| ---- | --------------- | ------------------------- | --- |
|      | 1918—1938 1945— | Флаг Австрии              | Первоначально принятый в 1918 году и заменённый флагом Третьего Рейха в 1938, флаг был официально снова поднят в 1945 году, после того, как закончилась Вторая мировая война. Полосы красного и белого были знаменем Австрии ещё 800 лет назад. Их первое использование произошло в 1191 году. По давним легендам, красно-белый флаг был создан, чтобы напоминать окровавленный белый плащ, который носил герцог Австрии в ходе ожесточённого боя. |
|      | 1918—1922 1991— | Флаг Азербайджана         | Первоначально принят в 1918 году как флаг Азербайджанской Демократической Республики, был официально принят снова в 1991 году, после обретения Азербайджаном независимости, с изменёнными размерами полумесяца. Флаг Азербайджана состоит из трёх равных горизонтальных полос синего, красного и зелёного цветов, с белыми полумесяцем и восьмиконечной звездой, сосредоточенными в красной полосе. Голубая полоса восходит к тюркскому наследию, красная — к прогрессу и культуре, а зелёная — к исламу. |
|      | 1992—           | Флаг Албании              | Флаг Албании, принятый в апреле 1992 года, представляет красный флаг с чёрным двуглавым орлом в центре. Он является производным от печати Скандербега, предводителя албанцев в XV веке, который поднял восстание против Османской империи, в результате которого Албания была независима с 1443 до 1478 года. |
|      | 1866—           | Флаг Андорры              | Флаг Андорры, принятый в 1866 году, является триколором из вертикальных полос синего, жёлтого и красного цвета с гербом Андорры, расположенным в центре жёлтой полосы. Он основан на флагах Франции и Испании. |
|      | 1918—1922 1991— | Флаг Армении              | Принят в 2006 году. Представляет собой полотнище из трёх равных горизонтальных полос: верхней — красного, средней — синего и нижней — оранжевого цвета. Восходит к знамени Исраэля Ори, а он в свою очередь восходит к знамени Королевства Киликия. Впервые был поднят в 1918 году как флаг Республики Армении. |
|      | 1995—           | Флаг Беларуси             | Флаг Республики Беларусь был официально принят 16 мая 1995 года. Основан на флаге Белорусской ССР, из которого были удалены советские символы — серп, молот и звезда, а орнамент изображён красным на белом фоне (на флаге Белорусской ССР орнамент был белым на красном фоне). |
|      | 1831—           | Флаг Бельгии              | Флаг был официально принят 23 января 1831 года. Чёрный, золотой и красный символизируют герб страны; чёрный представляет щит, золотой — льва, красный — когти льва и язык. Вертикальные полосы сделаны по примеру французского триколора. |
|      | 1878—1946 1991— | Флаг Болгарии             | Представляет собой прямоугольное полотнище, состоящее из трёх равных горизонтальных полос: верхней — белой, средней — зелёной и нижней — красной. Впервые поднят в 1879 году, был повторно учреждён в 1990. До 1991 года в левом верхнем углу помещался герб Болгарии. |
|      | 1998—           | Флаг Боснии и Герцеговины | Флаг представляет собой синее полотнище с золотым треугольником в центре, параллельно левой стороне треугольника расположены 9 звёзд. Утверждён в 1998 году, первоначально цвет полотнища был голубым (в честь цвета флага ООН), а треугольника — жёлтым. |
|      | 1929—           | Флаг Ватикана             | Флаг Ватикана, принятый в июне 1929 года, состоит из двух вертикальных полос жёлтого и белого цвета с скрещёнными ключами святого Петра и папской тиарой в центре белой полосы. Это один из двух квадратных флагов стран мира (второй — флаг Швейцарии). |
|      | 1801—           | Флаг Великобритании       | Современный флаг Соединённого Королевства появился в соответствии с Актом Союза 1800 года, который объединил Королевство Великобритании и Королевство Ирландии в форме Соединённого Королевства Великобритании и Ирландии. «Юнион Джек» сочетает в себе красный крест святого Георгия (покровителя Англии) и красный крест Святого Патрика (покровителя Ирландии), которые накладываются на четыре части креста Святого Андрея (покровителя Шотландии). Флаг Уэльса, в отличие от флагов других частей Соединённого Королевства, не представлен на флаге.                                                                          |
|      | 1957—           | Флаг Венгрии              | Принят в 1957 году. Происходит от гербовых (ливрейных) цветов герба Венгрии. Красный цвет символизирует кровь венгерских патриотов, пролитую в борьбе за независимость Венгрии. Белый цвет — символ нравственной чистоты и благородства идеалов венгерского народа. Зелёный цвет — символ надежды на лучшее будущее страны. |
|      | 1919—1933 1949— | Флаг Германии             | Использовался во времена Веймарской республики, был снова принят в 1949 году в обеих частях Германии, но в ГДР использовался до 1959, когда был заменён тем же флагом, но с гербом ГДР. Триколор был создан в 1832. Чёрный, красный и золотой цвета флага были взяты из униформы германских солдат, участвовавших в Наполеоновских войнах («из темноты (чёрный) рабства через кровавую (красный) битву к золотому (золотой) свету свободы»). |
|      | 1978—           | Флаг Греции               | Флаг Греции был официально принят в 1822 году. Состоит из белого креста в кантоне и комбинации из девяти синих и белых горизонтальных полос. Оттенок синего менялся на протяжении многих лет, а в настоящее время широко используется более тёмный синий (на фото). Крест является символом видения Константина, то есть белым крестом в голубом небе. Чередующиеся белые и синие полосы символизируют независимость греческого народа. В течение столетий османского владычества грекам (то есть «римской нации») был представлен флаг из красных и синих полос. Красный, представляющий Османскую империю, был заменён на белый. |
|      | 2004—           | Флаг Грузии               | Этот флаг состоит из пяти красных крестов — одного Георгиевского, расположенного в центре, и четырёх Болнисско-Кацхских крестов в четырёх квадрантах. Был принят в 2004 году парламентом Грузии, став заменой флагу Грузинской Демократической Республики, существовавшей в 1918—1921 годах. |
|      | 1219—           | Флаг Дании                | Самый старый ныне используемый государственный флаг в мире. Легенда гласит, что он появился как знак с небес, полученный королём Вальдемаром II в 1219 году. Также известен как Даннеброг («Датская ткань»). Этот кроваво-красный флаг с крестом, расположенным вне центра (Скандинавский крест), стал моделью для других государственных флагов региона. |
|      | 1922—           | Флаг Ирландии             | Флаг Ирландии был официально принят 21 января 1919 года. Флаг Ирландии использует цвета, символизирующие религии. Зелёный представляет католиков, оранжевый — протестантов, а белый символизирует объединение людей двух религий. По разным версиям происходит от флага Ньюфаундленда или флага Франции. |
|      | 1915—           | Флаг Исландии             | Флаг был принят в июне 1915 года как флаг Исландии в составе Дании. В июне 1944 года стал флагом независимой Республики Исландия. Как и другие скандинавские флаги, он основан на Скандинавском кресте. Цвет флага взяты из флага Норвегии. Синий символизирует море, белый — снега и ледники, красный — вулканическую лаву. |
|      | 1981—           | Флаг Испании              | Флаг Испании был впервые официально принят 19 июля 1927 года, хотя использование подобных флагов относится к концу XVIII века. Современный вариант флага был принят в 1981 году. Красный и золотисто-жёлтый цвета были впервые использованы в конце XVIII века королём Испании, который пытался дать отличительный знак своим кораблям. Они также являются цветами трёх королевств, которые образовали Испанию — Кастилии, Арагона и Наварры. |
|      | 1948—           | Флаг Италии               | Производный от оригинального дизайна Наполеона, флаг Италии состоит из трёх вертикальных полос одинаковой ширины и отображает национальные цвета Италии: зелёный, белый и красный. Зелёный цвет на флаге символизирует надежду, белый — веру, а красный — любовь. |
|      | 1992—           | Флаг Казахстана           | Принят 4 июня 1992 года. Представляет собой прямоугольное полотнище голубого цвета с изображением в его центре солнца с 32 лучами, под которым — парящий орёл. У древка — вертикальная полоса с национальным орнаментом. Изображение солнца с лучами, орла и вертикальной полосы с национальным орнаментом — цвета золота. |
|      | 1960—           | Флаг Кипра                | Флаг был официально принят 16 августа 1960 года. Остров изображён на флаге в медном цвете, так как название Кипра имеет корни в шумерском слове медь («zubar») из-за крупных месторождений меди, найденных на острове. Пересечённые зелёные оливковые ветви символизируют надежду на мир между турками и греками. Флаг был разработан художником Исметом Гюней, турком-киприотом по национальности. |
|      | 1918—1940 1990— | Флаг Латвии               | Флаг Латвии был официально принят 27 февраля 1990 года. Согласно легенде, основой флага стало белое полотнище, в котором вынесли с поля боя смертельно раненого вождя латышского племени. Воины подняли пропитанное кровью с двух концов полотнище как знамя, и оно привело их к победе. |
|      | 2004—           | Флаг Литвы                | Флаг Литвы был принят 18 ноября 1988 года как флаг Литовской ССР, но был в других пропорциях. После объявления независимости он стал использоваться как флаг Литовской Республики. Нынешний вариант флага был принят 1 сентября 2004 года. Жёлтый цвет символизирует поля пшеницы, зелёный — леса, а красный — патриотизм. Вместе цвета обозначают надежду на будущее, свободу от угнетения и мужество литовского народа. |
|      | 1937—           | Флаг Лихтенштейна         | Флаг Лихтенштейна состоит из двух горизонтальных полос синего и красного цветов с золотой короной возле черенка. Синий цвет символизирует синеву неба над страной, красный — яркие закаты солнца в горах Лихтенштейна, корона — символ княжеской власти, единство династии и народа. |
|      | 1845—           | Флаг Люксембурга          | Флаг Люксембурга был официально принят в 1972 году, хотя используется с 1848 года, после получения независимости Люксембурга от Нидерландов. |
|      | 1995—           | Флаг Северной Македонии   | Красное полотнище с изображением солнца жёлтого цвета с восемью лучами, которые расходятся в разные стороны. Флаг символизирует «новое солнце свободы» (макед. ново сонце на слободата), воспетое в национальном гимне Северной Македонии. |
|      | 1964—           | Флаг Мальты               | Флаг Мальты был официально принят 21 сентября 1964 года. Флаг использует традиционные красный и белый цвета, которые предшествуют окраскам рыцарей Мальты. Георгиевский крест (вверху слева), обведённый красным, был добавлен к флагу в 1940-х годах, когда король Соединённого Королевства Георг VI подарил его островитянам за их выдающуюся храбрость, проявленную во время Второй мировой войны. |
|      | 1990—           | Флаг Молдовы              | Флаг Молдовы был официально принят 12 мая 1990 года. Флаг сильно схож с румынским и отражает эту ассоциацию, так как две страны используют почти одинаковые оттенки красного, жёлтого и синего в своих национальных флагах. Главная особенность щита в центре Молдовы — это золотой орёл с православным христианским крестом в клюве. Говорят, оливковая ветвь символизирует мир. |
|      | 1881—           | Флаг Монако               | Флаг Монако имеет две горизонтальные полосы красного и белого цветов — это были геральдические цвета Дома Гримальди с 1339 года. |
|      | 1937—           | Флаг Нидерландов          | Флаг Нидерландов был официально принят 19 февраля 1937 года. Когда-то этот трёхцветный флаг был оранжевым, белым и синим. В XVII веке красный цвет заменил оранжевый в качестве цвета флага, потому что оранжевая краска, использованная на флаге, была нестабильной и становилась красной после воздействия солнца. Это самый старый трёхцветный флаг, всё ещё находящийся в национальном использовании и оказавший влияние как на французский (1794 г.), так и на российский флаг (1693 г.); оба эти флага, в свою очередь, повлияли на многие другие европейские и африканские флаги.                                           |
|      | 1821—           | Флаг Норвегии             | Флаг Норвегии красного цвета и с синим скандинавским крестом, обведённым белым; вертикальная часть креста смещена в сторону подъемника в стиле. Он был принят в 1821 году. |
|      | 1919—           | Флаг Польши               | Флаг Польши был официально принят 1 августа 1919 года. Красный и белый цвета издавна ассоциировались с Польшей и её гербом, по крайней мере, с 3 мая 1791 года. |
|      | 1911—           | Флаг Португалии           | Флаг Португалии представляет собой прямоугольное полотнище, состоящее из зелёной части у древкового края полотнища, составляющей 2/5 его длины, и красной части, составляющей 3/5 длины полотнища. Отношение ширины флага к его длине — 2:3. В середине линии соприкосновения зелёной и красной частей с лицевой и обратной стороны полотнища изображён щит на фоне армиллярной сферы из государственного герба Португалии. |
|      | 1896—1917 1993— | Флаг Российской Федерации | Современный флаг России состоит из трёх равновеликих горизонтальных полос белого, синего и красного цветов. Является восстановленным флагом Российской империи в 1896—1917 годах. Принят снова в 1991 году, но имел иные пропорции (1:2) и оттенки цветов (лазоревый вместо синего и алый вместо красного). В 1993 году указом Президента РФ флаг был утверждён в том виде, в каком он был при Российской империи — в пропорциях 2:3 и со стандартными оттенками цветов. Окончательно утверждён в 2000 году. |
|      | 1866—1948 1989— | Флаг Румынии              | Флаг Румынии представляет собой прямоугольное полотнище, состоящее из трёх равновеликих вертикальных полос: синей — у древкового края, жёлтой — в середине и красной — у свободного края полотнища. Отношение ширины флага к его длине — 2:3. Впервые цвета национального флага Румынии встречаются во времена правления господаря Валахии Михая Храброго (1593—1601). |
|      | 1862—           | Флаг Сан-Марино           | Флаг Сан-Марино состоит из равных горизонтальных полос белого и светло-голубого цвета с национальным гербом, расположенные в центре. |
|      | 2010—           | Флаг Сербии               | Флаг Сербии представляет собой прямоугольное полотнище, состоящее из трёх горизонтальных равновеликих полос: верхней — красной, средней — синей, и нижней — белой. На расстоянии 1/3 длины флага от древкового края расположено изображение герба Сербии. Для общественного употребления разрешён также вариант без герба, являющийся также официальным флагом Республики Сербской в составе Боснии и Герцеговины. |
|      | 1992—           | Флаг Словакии             | Флаг Словакии состоит из трёх равновеликих горизонтальных полос панславянских цветов: верхней — белого, средней — синего и нижней — красного цветов. Левее центра полотнища, на одинаковом расстоянии от верхнего, левого и нижнего краёв, располагается изображение Государственного герба Словацкой Республики, высота которого равна половине ширины полотнища флага. |
|      | 1991—           | Флаг Словении             | Флаг Словении представляет собой прямоугольное полотнище из трёх горизонтальных равновеликих полос: верхней — белой, средней — синей и нижней — красной, с изображением в крыже герба Словении. Отношение ширины флага к его длине — 1:2. В гербе изображены силуэт высочайшей горы Словении — Триглава, три жёлтые звезды на синем поле, взятые из герба графов Цельских, и символически изображённые Адриатическое море и реки Словении. |
|      | 1936—           | Флаг Турции               | флаг Турции представляет прямоугольное полотнище красного цвета. На полотнище изображён полумесяц, рядом с которым изображена пятиконечная звезда |
|      | 1918—1920 1991— | Флаг Украины              | Прямоугольное полотнище из двух равновеликих горизонтальных полос: верхней — синего и нижней — жёлтого цвета. Отношение ширины флага к его длине 2:3. |
|      | 1920—           | Флаг Финляндии            | Флаг Финляндии представляет собой белое прямоугольное полотнище с синим скандинавским крестом. Государственный флаг (фин. valtiolippu) существует в двух видах — прямоугольный и с «косицами». Он имеет изображение государственного герба в квадрате в центре креста. Квадрат имеет тонкую жёлтую кайму, ширина которой составляет 1/40 ширины крестовин креста. Прямоугольный государственный флаг имеет такие же пропорции, как национальный флаг. |
|      | 1794—           | Флаг Франции              | Он был официально принят 15 февраля 1794 года. Триколор состоит из трёх вертикальных полос одинаковой ширины, отображающих национальные цвета страны: синий, белый и красный. Синяя полоса расположена рядом с флагштоком, белая — посередине, а красная — снаружи. Красный, белый и синий стали символом свободы, равенства и братства — идеалов Французской революции. Синий и красный — также проверенные временем цвета Парижа, в то время как белый — цвет Королевского Дома Бурбонов. |
|      | 1990—           | Флаг Хорватии             | Государственный флаг Хорватии представляет собой прямоугольное полотнище из трёх равновеликих горизонтальных полос: верхней — красного, средней — белой и нижней — синего цвета; с гербом Республики Хорватии посередине. Отношение ширины флага к его длине 1:2. Издавна народная одежда хорватов — суконные куртки, украшенные тесьмой, галуном, были разных цветов — красные, белые и синие, а когда в 1848 году происходила инаугурация хорватского Бана — Йосипа Елачича, в его наряде эти три цвета были объединены. |
|      | 2004—           | Флаг Черногории           | Флаг Черногории, принятый в июле 2004 года, является красным знаменем с гербом, принятым в 1993 году. Герб происходит от короля Николы. |
|      | 1920—           | Флаг Чехии                | В качестве официального государственного флага Чехия переняла флаг бывшей Чехословакии, введённый в 1920 году. Сам флаг представляет собой прямоугольное полотнище, состоящее из двух равновеликих горизонтальных полос: верхней — белой и нижней — красной, с добавлением у древкового края синего равнобедренного треугольника. |
|      | 1821—           | Флаг Швеции               | Флаг Швеции представляет собой прямоугольное полотнище синего цвета со скандинавским крестом жёлтого цвета и отношением ширины флага к его длине 5:8 (в шведском законодательстве установлено отношение ширины и длины флага как 10:16). Точная дата появления шведского флага неизвестна, однако наиболее ранние изображения жёлтого креста на синем фоне датируются XVI веком. |
|      | 1889—           | Флаг Швейцарии            | Флаг Швейцарии представляет собой красное квадратное полотнище с белым прямым крестом в центре, концы крестовин которого не достигают краёв полотнища. Крестовины равновелики, и при этом длина каждой крестовины на 1/6 больше, чем её ширина. |
|      | 1918—1940 1990— | Флаг Эстонии              | Был официально повторно принят 8 мая 1990 года. Представляет собой прямоугольное полотнище, которое состоит из трёх равных горизонтальных полос: верхней — синего, средней — чёрного и нижней — белого цветов. |

## Флаги непризнанных и частично признанных государств
| Флаг | Утверждён        | Организация                                | Описание |
| ---- | ---------------- | ------------------------------------------ | --- |
|      | 1992—            | Флаг Республики Абхазия                    | Флаг представляет собой полотнище с четырьмя зелёными и тремя белыми полосами, а также красным прямоугольником в левом верхнем углу. Был создан по мотивам флага Республики Горцев Северного Кавказа, куда входила Абхазия. Автор флага Республики Абхазия — художник Валерий Гамгия.                                                                              |
|      | 2008—            | Флаг Республики Косово                     | Флаг появился в результате международного конкурса на лучший проект флага и эмблемы Республики Косово. В результате парламентского голосования 17 февраля 2008 года лучшим был выбран вариант проекта флага Ментора Шала и Бесника Нули, дизайн которого был несколько изменён добавлением шестой звезды и размещением звёзд дугой над силуэтом Республики Косово. |
|      | 1992— 19.09.2023 | Флаг Нагорно-Карабахской Республики        | Флаг разработан на основе армянского триколора — три равновеликие горизонтальные полосы: красная, синяя и оранжевая, символизирующий историческое и культурное единство с Арменией. От армянского флага флаг НКР отличает узор белого цвета, указывающий на то, что Нагорно-Карабахская Республика остаётся самостоятельным государством.                          |
|      | 1991—            | Флаг Приднестровской Молдавской Республики | Принят 2 сентября 1991 года, в первую годовщину провозглашения Приднестровской Молдавской Советской Социалистической Республики. Флаг является точной копией флага Молдавской ССР. 12 апреля 2017 года Верховный совет ПМР принял закон, согласно которому российский флаг используется наравне с государственным флагом непризнанной республики.                  |
|      | 1984—            | Флаг Турецкой Республики Северного Кипра   | Флаг был создан на основе флага Турции: белый и красный цвета были обращены, а сверху и снизу звёзды и полумесяца были добавлены две красные полосы. Закон о принятии нынешнего флага вступил в силу 9 марта 1984 года. До того на северной части острова использовался флаг Турции.                                                                               |
|      | 1990—            | Флаг Южной Осетии                          | Флаг представляет собой прямоугольное полотнище с тремя равновеликими полосами: белая сверху, красная посередине и жёлтая снизу. Внешний вид государственного флага Южной Осетии прописан в конституции, принятой 26 ноября 1990 года, и подтверждён законом о государственном флаге 30 марта 1992 года.                                                           |

## Флаг государствоподобного образования с частичным дипломатическим признанием
| Флаг | Утверждён | Организация              | Описание |
| ---- | --------- | ------------------------ | --- |
|      | 1130—     | Флаг Мальтийского ордена | В «Истории Ордена» Джузеппе Босио есть запись о том, что в 1130 папа Иннокентий II издал предписание: «…Монашество должно воевать под флагом с белым крестом на красном поле». В наши дни государственный флаг реет над Магистральным Дворцом Ордена в Риме и сопровождает Великого Магистра и членов Суверенного Совета во время официальных визитов. |

## Флаги регионов, автономных и зависимых территорий

### Земли Австрии

Флаг Бургенланда
Флаг Вены
Флаг Верхней Австрии
Флаг Зальцбурга
Флаг Каринтии
Флаг Нижней Австрии
Флаг Тироля
Флаг Форарльберга
Флаг Штирии

### Регионы и языковые сообщества Бельгии

Флаг Брюссельского столичного региона
Флаг Фламандского региона и Фламандского сообщества
Флаг Немецкоязычного сообщества

### Провинции Бельгии

Флаг Антверпена
Флаг Валлонского Брабанта
Флаг Восточной Фландрии
Флаг Западной Фландрии
Флаг Лимбурга
Флаг Льежа
Флаг Люксембурга
Флаг Намюра
Флаг Фламандского Брабанта
Флаг Эно

### Административные образования Боснии и Герцеговины

- Флаг Республики Сербской
- Флаг Федерации Боснии и Герцеговины

### Страны Соединённого Королевства

- Флаг Англии
- Флаг Северной Ирландии
- Флаг Уэльса
- Флаг Шотландии

### Коронные земли

Флаг Гернси
Флаг Джерси
Флаг Острова Мэн

### Заморская территория Великобритании

Флаг Акротири и Декелия
Флаг Гибралтара

### Земли Германии

Флаг Баварии
Флаг Баден-Вюртемберга
Флаг Берлина
Флаг Бранденбурга
Флаг Бремена
Флаг Гамбурга
Флаг Гессена
Флаг Мекленбурга — Передней Померании
Флаг Нижней Саксонии
Флаг Рейнланда-Пфальца
Флаг Саара
Флаг Саксонии
Флаг Саксонии-Анхальт
Флаг Северного Рейна — Вестфалии
Флаг Тюрингии
Флаг Шлезвига-Гольштейна

### Автономный регион Дании

- Флаг Фарерских островов

### Автономные сообщества Испании

Флаг Андалусии
Флаг Арагона
Флаг Астурии
Флаг Балеарских островов
Флаг Валенсии
Флаг Галисии
Флаг Канарских островов
Флаг Кантабрии
Флаг Кастилии — Ла-Манча
Флаг Кастилии и Леона
Флаг Каталонии
Флаг Мадрида
Флаг Мурсии
Флаг Наварры
Флаг Риохи
Флаг Страны Басков
Флаг Эстремадуры

### Области Италии

Флаг Абруццо
Флаг Апулии
Флаг Базиликата
Флаг Валле-д’Аоста
Флаг Венеции
Флаг Калабрии
Флаг Кампании
Флаг Лации
Флаг Лигурии
Флаг Ломбардии
Флаг Марке
Флаг Молизе
Флаг Пьемонта
Флаг Сардинии
Флаг Сицилии
Флаг Тоскана
Флаг Трентино-Альто-Адидже
Флаг Умбрии
Флаг Фриули-Венеция-Джулия

### Автономное территориальное образование Молдовы

- Флаг Гагаузии

### Провинции Нидерландов

Флаг Гелдерланда
Флаг Гронингена
Флаг Дренте
Флаг Зеландии
Флаг Лимбурга
Флаг Оверэйсела
Флаг Северной Голландии
Флаг Северной Брабанты
Флаг Утрехта
Флаг Флеволанда
Флаг Фрисландии
Флаг Южной Голландии

### Республики в составе Российской Федерации
Указаны флаги только географически находящихся в европейской части страны регионов. Аннексия Крыма и прочих территорий в ходе войны с Украиной не получили международного признания.

Флаг Адыгеи
Флаг Башкортостана
Флаг Дагестана
Флаг ДНР
Флаг Ингушетии
Флаг Кабардино-Балкарии
Флаг Калмыкии
Флаг Карачаево-Черкесии
Флаг Карелии
Флаг Коми
Флаг Крыма
Флаг ЛНР
Флаг Марий Эл
Флаг Мордовии
Флаг Северной Осетии
Флаг Татарстана
Флаг Удмуртии
Флаг Чечни
Флаг Чувашии

### Автономный край Сербии

- Флаг Воеводины

### Автономная провинция Финляндии

- Флаг Аландских островов

### Регионы Франции

Флаг Аквитании
Флаг Бретани
Флаг Бургундии
Флаг Верхней Нормандии
Флаг Иль-де-Франс
Флаг Корсики
Флаг Лангедок — Руссильона
Флаг Лимузена
Флаг Лотарингии
Флаг Нижней Нормандии
Флаг Нор — Па-де-Кале
Флаг Оверна
Флаг Пикардии
Флаг Прованса — Альп — Лазурного Берега
Флаг Пуата — Шаранта
Флаг Рона — Альп
Флаг Страны Луары
Флаг Франш-Конте
Флаг Центра
Флаг Шампань — Арденны
Флаг Эльзаса
Флаг Юга — Пиренеи

### Края Чехии

Флаг Высочины
Флаг Злинского края
Флаг Карловарского края
Флаг Краловеградецкого края
Флаг Либерецкого края
Флаг Моравскосилезского края
Флаг Оломоуцкого края
Флаг Пардубицкого края
Флаг Пльзенского края
Флаг Среднечешского края
Флаг Устецкого края
Флаг Южноморавского края
Флаг Южночешского края

### Кантоны Швейцарии

Флаг Аргау
Флаг Аппенцелль-Ауссерроден
Флаг Аппенцелль-Иннерроден
Флаг Базель-Ланд
Флаг Базель-Штадт
Флаг Берна
Флаг Вале
Флаг Во
Флаг Гларуса
Флаг Граубюндена
Флаг Женевы
Флаг Золотурна
Флаг Люцерна
Флаг Невшателя
Флаг Нидвальдена
Флаг Обвальдена
Флаг Санкт-Галлена
Флаг Тичино
Флаг Тургау
Флаг Ури
Флаг Фрибура
Флаг Цуг
Флаг Цюриха
Флаг Шаффхаузена
Флаг Швица
Флаг Юры